# Bromeliohyla dendroscarta
Bromeliohyla dendroscarta là một loài ếch thuộc họ Nhái bén. Đây là loài đặc hữu của México.
Môi trường sống tự nhiên của chúng là vùng rừng núi ẩm cận nhiệt đới hoặc nhiệt đới và sông ngòi. Chúng hiện đang bị đe dọa vì mất nơi sống.